# Alfa Romeo Alfa 6
De Alfa Romeo Alfa 6 was een grote, luxueuze sedan van het Italiaanse automerk Alfa Romeo tussen 1979 en 1986. De belangrijkste nieuwigheid was de nieuwe V6 motor van Alfa Romeo, de eerste zescilinder sinds jaren van dit merk, wat meteen ook de naam van de Alfa 6 verklaart.
De Alfa 6 was gebaseerd op Alfetta: hij ziet er ongeveer hetzelfde uit, maar heeft een langere wielbasis en kreeg een langere snuit en koffer. De motoren van de Alfetta waren niet voldoende voor een vlaggenschip en dus ontwikkelde Alfa Romeo een nieuwe V6 met zes carburateurs. De cilinderinhoud kwam op 2492 cc te liggen en levert een maximaal vermogen van 158 pk. De gewichtsverdeling was voor de Alfa 6 minder belangrijk dan voor de sportieve Alfetta en de versnellingsbak en de koppeling werden terug voorin gemonteerd.Tevens kon de auto ook met een ZF drietraps automaat geleverd worden.Wat wel bleef was de De Dion achteras. 
In 1983 kreeg de Alfa 6 zijn facelift. De ronde koplampen werden vervangen door rechthoekige, de grille en bumpers werden wat aangepast en men maakte meer gebruik van kunststof. De V6 werd ook vernieuwd en werd voorzien van een injectiesysteem. Tegelijk werd ook een kleinere variant van deze V6 beschikbaar met een cilinderinhoud van 1997 cc. Ook werd door diesel specialist VM een 2494 cc vijfcilinder turbodieselmotor ontwikkeld met een vermogen van 105 pk.
In 1983 stelde Bertone op de Autosalon van Genève de Delfino conceptwagen voor, een coupé op basis van de Alfa 6.